# Lew Awnerowitsch Lewiew

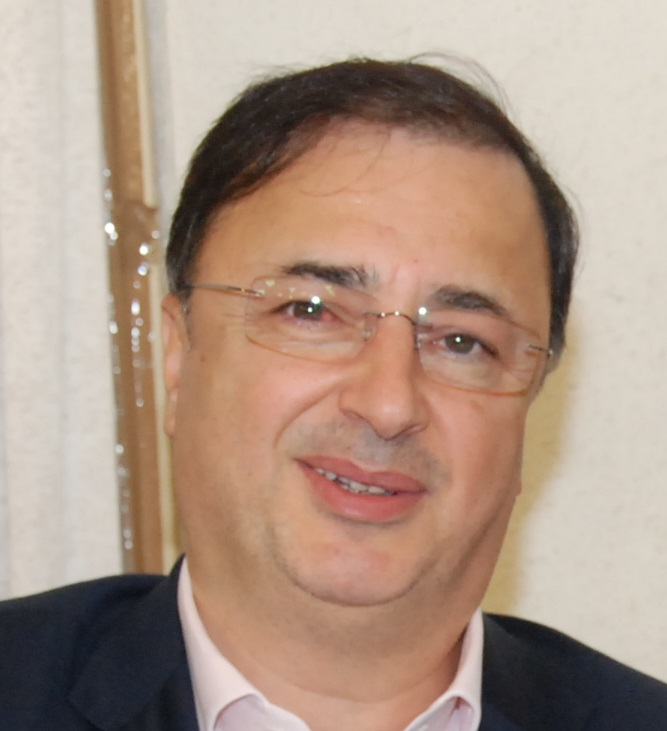
Lew Awnerowitsch Lewiew

Lew Awnerowitsch Lewiew (* 30. Juli 1956 in Taschkent, Sowjetunion, heute Usbekistan; auch: Lev Leviev) ist ein israelischer Milliardär und Industrieller. Er hält Unternehmensanteile in der Diamanten-, Immobilien- und Chemieindustrie und ist am Bau israelischer Siedlungen im Westjordanland beteiligt. Mit einem Privatvermögen, das nach großen Verlusten noch ca. 1,19 Mrd. US-Dollar im Januar 2018 beträgt, zählt er zu den reichsten Israelis. 
Sein Engagement in der Diamantenförderung in Angola, welche Menschenrechtsverletzungen mit zu verantworten hatte, die Zusammenarbeit mit DeBeers während der Apartheid sowie seine finanzielle Beteiligung am umstrittenen israelischen Siedlungsbau waren und sind Ziel von Protesten. Die Anbahnung der Geschäfte in Angola wird von manchen Kritikern auf persönliche Beziehungen zur dortigen Präsidentenfamilie, vor allem zu Isabel dos Santos und die Hilfe dubioser russischer Geschäftsleute zurückgeführt.

## Leben
Lewiews Eltern, der Rabbi Avner und dessen Frau Chana, waren Mitglieder der bucharischen jüdischen Gemeinde in der Usbekischen SSR. 1971 emigrierte die Familie nach Israel, wo der Sohn, ohne jemals einen Schulabschluss erworben zu haben, in einer Diamantenschleiferei die Schnitt- und Poliertechniken erlernte. Nach seiner Militärzeit bei den IDF eröffnete er seine eigene Schleiferei und war mit seinen geschäftlichen Aktivitäten schnell sehr erfolgreich.
Mit dem Zusammenbruch der Sowjetunion Anfang 1990 erweiterte er seine Geschäftigkeiten in die Transformationsländer. Persönliche Unterstützung für seine philanthropischen Aktivitäten erhielt er vom Lubawitscher Rebben Menachem Mendel Schneerson. Lew Lewiew ist praktizierender orthodoxer Jude und spendet der Chabad-Organisation mindestens 30 Mio. USD jährlich.
Er lebt heute mit Frau Olga und Tochter Ruthie in Hampstead und hat neun Kinder.

## Geschäftsfelder
Lewiew ist Geschäftsführer der Africa Israel Investments Limited (AFIL), eines Öl- und Immobilien-Investors mit einem Marktwert von 7 Mrd. US-Dollar Ende 2007. Er hatte das Unternehmen, seine einzige börsennotierte Firma, zehn Jahre zuvor für 400 Mio. US-Dollar gekauft. Sie hält Anteile an Einkaufszentren, Energiewirtschaft, Textilindustrie, dem Telekommunikations- und Mediensektor, besitzt Diamantenminen in Russland und Afrika und ist der Hauptkonkurrent des Diamantenkartells De Beers. Mit Diamanten im Wert von 522 Mio. US-Dollar war Lewiew 2007 der größte Exporteur Israels in diesem Sektor.
2005 erstellte seine Firma in Modi’in Illit einen Appartement-Komplex mit 5800 Wohnungen im Wert von 230 Mio. US-Dollar. Anlässlich des Valentinstages 2008 protestierte die New Yorker Bürgerrechtsorganisation Adalah-NY, die sich für Gerechtigkeit im Mittleren Osten einsetzt, gegen den Kauf von Lewiew-Diamanten vor seinem Geschäft in Manhattan an der Madison Avenue.
Weiter gehört Lewiew der israelische Fernsehsender russischer Sprache Israel Plus und ein Juwelengeschäft in der Londoner Old Bond Street.
Lewiew ist Präsident der Federation of Jewish Communities of the CIS (FJC), einer Dachorganisation jüdischer Gemeinden in Russland und er gründete die nach seinem Vater benannte jüdisch-religiöse Bildungseinrichtung Ohr Avner Foundation.